# Домская школа (Таллин)
Домская школа в Таллине (эст. Tallinna Toomkool) — старейшее среднее учебное заведение в городе (современный адрес — улица Аптеэги, 3). Здание школы внесено в Регистр памятников культуры Эстонии как памятник истории.

## История
Первые упоминания о школе относятся к XIII веку, открытая при Домском соборе она тоже получила название Домская.
Указ датского короля Эрика VI Менведа (1319) предписывал учить детей граждан города только в этой школе. Нарушителей штрафовали, значительная часть этих средств шла на достройку Домского собора.
Бальтазар Руссов в своей «Хронике…» характеризовал положение дел в школе крайне негативно.
Здание школы не раз горело. В 1691 году на месте здания, сгоревшего в пожаре 1684 года, было возведено новое школьное здание (ул. Тоом-Кооли 4). Свой облик оно получило в после перестройки в XIX веке, при которой была изменена и первоначальная планировка здания. 
В период 1845–1893 и 1906–1939 годов школа работала в здании по адресу ул. Тоом-Кооли 11.
Городские власти неоднократно пытались открыть другие школы в Нижнем городе. Со временем школа появилась при церкви Олевисте, затем — в монастыре Св. Михаила (1631, гимназия Густава Адольфа, существует и ныне).
Домская школа неоднократно закрывалась и открывалась вновь. В 1765 году содержание школы полностью взяло на себя эстонское рыцарство. Школа была преобразована в рыцарскую академию (учебное заведение с программой средней школы), а затем в нем. Estländische Ritter- und Domschule — Эстляндское Рыцарское и Домское (Вышгородское) училище, устав которого был утверждён Министерством народного просвещения Российской империи в 1831 году. В 1768–1860 годах при училище действовал также ученический пансион.
В апреле 1887 года по распоряжению российского императора Александра III все школы Таллина переводились на русский язык преподавания в течение последующих пяти лет. 19 января 1893 года Домская школа была закрыта. Получить разрешение возобновить преподавание на немецком языке удалось 26 апреля 1906 года. Перевод на русский язык преподавания произошёл опять после начала Первой мировой войны. В 1919—1939 годах школа была частной и закрылась после репатриации остзейских немцев в Германию осенью 1939 года.
В августе 2011 года усилиями архиепископа Эстонской евангелическо-лютеранской церкви Андреса Пыдера, пастора Домского прихода Урмаса Вийлма, директора Образовательной коллегии Старого города Керсти Нигессен и исполнительного директора общества Miikaeli Ühendus Ингрид Мейстер Домская школа была воссоздана. Под размещение школы передано здание по адресу ул. Аптеэги 3.

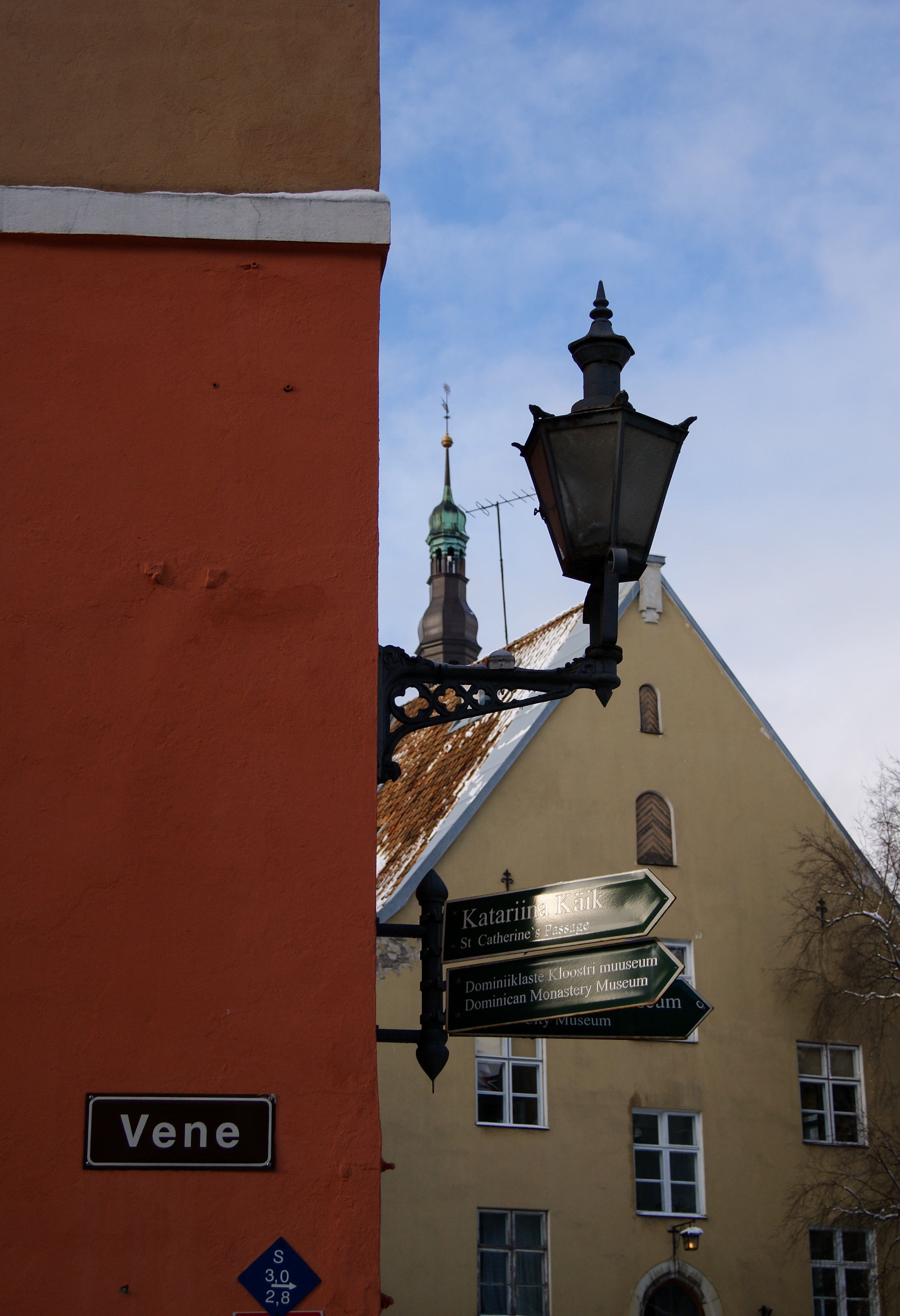
справа — ул. Аптеэги, д. 3

Воспитанники школы сыграли большую роль в истории Эстонии и России.

## Выпускники

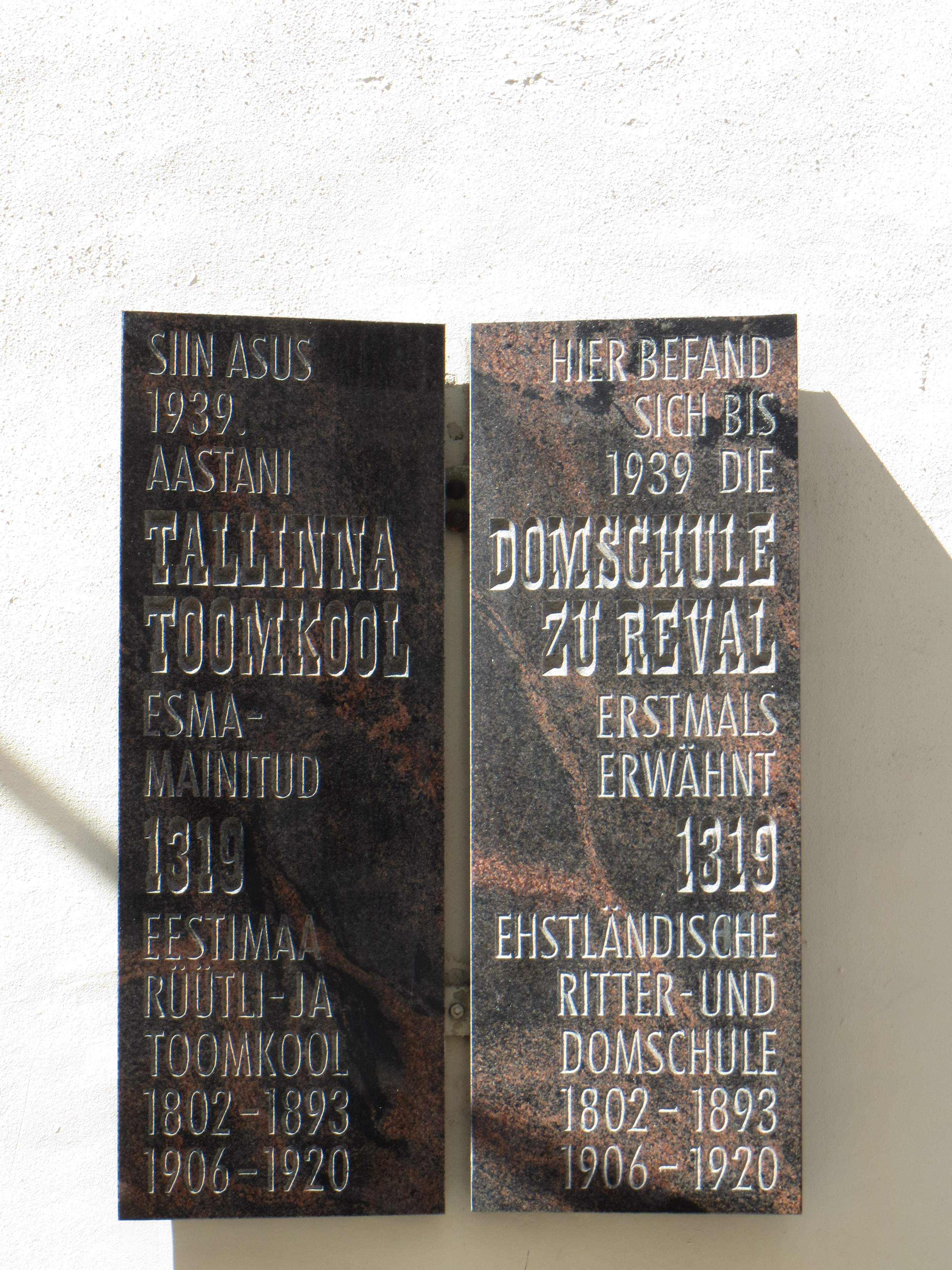
Мемориальная доска Домской школы, ул. Тоом-Кооли 11

- Иоганн Бурхардт VIII — представитель известного рода таллинских аптекарей, владелец Ратушной аптеки
- Карл Эрнст фон Бэр (1810) — один из основоположников эмбриологии и сравнительной анатомии, академик Петербургской академии наук, президент Русского энтомологического общества, один из основателей Русского географического общества.
- Бернхард Грегори — эстонский шахматист, один из сильнейших в Прибалтике в начале XX века.
- Якоб Иоганн Икскюль — биолог, зоопсихолог и философ, один из основателей зоосемиотики и биосемиотики.
- Иван Крузенштерн (1785) — первый российский мореплаватель вокруг света, адмирал.
- Александр Миддендорф — русский путешественник, географ, зоолог, ботаник и натуралист, академик и непременный секретарь Петербургской академии наук, тайный советник. Основоположник мерзлотоведения[5].
- Густав Адольф Ольдекоп — российский эстонский священник, писатель, поэт и журналист. Иногда называется родоначальником эстонской журналистики.
- Павел Карлович фон Ренненкампф — российский военный деятель конца XIX — начала XX века.
- Карл Фридрих Вильгельм Руссвурм — историк-этнограф.
- Антон Антонович Шифнер — филолог, востоковед.
- Юлиус Август Филипп Шпитта — германский филолог, преподаватель, музыковед, биограф Иоганна Себастьяна Баха.
- Генрих Шталь — немецкий лютеранский священник и церковный автор, основатель эстонской церковной литературы и письменного языка.
- Мориц Христианович фон Шульц — генерал от кавалерии.
- Егор Христианович (Георг Юлиус) фон Шульц — доктор медицины, писатель, переводчик, фольклорист; брат генерала М. Х. фон Шульца.
- Мориц Фёдорович фон Энгельгардт — профессор минералогии и геологии в Дерптском университете.